# Akorhexoza dampfi
Akorhexoza dampfi är en tvåvingeart som först beskrevs av Oswald Duda 1928.  Akorhexoza dampfi ingår i släktet Akorhexoza och familjen dyngmyggor.
Artens utbredningsområde är Texas. Inga underarter finns listade i Catalogue of Life.